# Планета пауков
Планета пауков (англ. Planet of the Spiders) — пятая и последняя серия одиннадцатого сезона британского научно-фантастического телесериала «Доктор Кто», состоящая из шести эпизодов, которые были показаны в период с 4 мая по 8 июня 1974 года. Последняя серия с участием Джона Пертви в роли Третьего Доктора (не считая спецвыпусков).

## Сюжет
После событий серии «Вторжение динозавров» Майк Йетс был уволен из ЮНИТ, и теперь живет в тибетском центре медитации в провинции Англии. Его посещает Сара, и они видят странные вещи, происходящие в центре, по видимому организованные Лаптоном, бывшим продавцом, и его приспешниками. Майк и Сара видят, как он выполняет ритуал, после чего появляется огромный паук, взбирается ему на спину и исчезает. Паук телепатически сообщает Лаптону, что он ищет голубой кристалл.
Доктор изучает психические способности профессора Клегга, но тот во время тестов получает сердечный приступ, спровоцированным контактом с кристаллом с Метебелиса Три, посланным с Амазонки Джо Грант, который показал ему видения смертельных пауков. Сара оставляет Майка наблюдать, а сама отправляется к Доктору, рассказав ему свою историю. Тем временем Лаптон крадет кристалл из лаборатории Доктора. Начинается погоня, но Лаптон телепортируется в монастырь, где паук рассказывает о заговоре против нескольких его сестер на Метебелисе Три. Пауки и кристалл происходят с одной и той же планеты в галактике Актеон, которую Доктор "посетил" в серии «Зелёная смерть».
Доктор и Сара посещают монастырь и сообщают его настоятелю, Чо-Дже: происходит что-то неладное. Кристалл крадет Томми, умственно отсталый помощник, чей разум кристалл усиливает. Лаптон телепортируется на Метебелис Три, а за ним случайно летит Сара. Она встречает племя подавленных людей-рабов и скрывающегося мятежника Арака.
Планетой управляют Восьминогие, гигантские пауки во главе с королевой. Они используют стражников из числа Двуногих (людей) планеты и свои ментальные способности, усиленные голубыми кристаллами планеты. Доктор прибывает на планету и встречает Арака, который объясняет, что метебелианцы - потомки экипажа корабля, разбившегося здесь сотни лет назад. Пауки на борту пробрались в Голубые Горы, подверглись действию кристаллов, сильно выросли и поумнели. Доктор находит камень, поглощающий и отражающий энергию синих кристаллов. Под прикрытием этих камней, начинается восстание среди людей, но эти камни неэффективны в Голубых Горах. Доктор встречает там Великую, гигантского паука, управляющего планетой, и желающую силы для управления всей вселенной. Она требует кристалл для завершения своей паутины, которая бесконечно усилит её силы и, зная, что кристалл на Земле, посылает Доктора с Сарой обратно, незаметно вселившись в разум последней.
Томми отдает кристалл настоятелю, К'анпо Римпоче, старому повелителю времени и единожды наставнику Доктора, мирно живущего в изгнании на Земле. Он говорит Доктору о контроле над Сарой, и вместе они изгоняют королеву пауков. Начинается схватка между людьми Лаптона и настоятеля. К'анпо советует отдать кристалл Великой, предположив, что Доктор начал эту цепь событий, похитив кристалл, для того, чтобы вернуть его на место. Доктор отбывает на ТАРДИС вместе с кристаллом.
На Метебелисе Три Лаптона убивают пауки. После приземления Доктор направляется к пещере Великой, где предупреждает её об опасности завершения узора, но все равно возвращает кристалл. Освобожденные силы слишком сильны для Великой, и та погибает вместе с другими пауками. По пещере проходит волна радиации. Ослабевший Доктор входит в ТАРДИС и улетает.
Три недели спустя Бригадир и Сара сидят в лаборатории Доктора. Внезапно прибывает сам Доктор, выходит из ТАРДИС и падает на пол. К'анпо прибывает в своем новом теле, регенерировав в форму Чо-Дже, который был кем-то вроде защиты его духа. Он говорит, что Доктор тоже изменится, и на глазах у всех Доктор регенерирует в свою четвертую инкарнацию.

## Трансляции и отзывы
| Эпизод            | Дата показа | Продолжительность | Телезрители (в миллионах) | Archive                 |
| ----------------- | ----------- | ----------------- | ------------------------- | ----------------------- |
| «Часть 1»         | 4 мая 1974  | 24:40             | 10,1                      | PAL 2" colour videotape |
| «Часть 2»         | 11 мая 1974 | 25:02             | 8,9                       | PAL 2" colour videotape |
| «Часть 3»         | 18 мая 1974 | 24:58             | 8,8                       | PAL 2" colour videotape |
| «Часть 4»         | 25 мая 1974 | 23:53             | 8,2                       | PAL 2" colour videotape |
| «Часть 5»         | 1 июня 1974 | 24:01             | 9,2                       | PAL 2" colour videotape |
| «Часть 6»         | 8 июня 1974 | 24:43             | 8,9                       | PAL 2" colour videotape |
| [ 1 ] [ 2 ] [ 3 ] |             |                   |                           |                         |